# Styles d'apprentissage
Les styles d’apprentissage constituent une gamme de théories concurrentes et contestées qui, à partir d’un concept commun selon lequel les apprenants diffèreraient dans la façon d’acquérir leurs connaissances, vise à tenir compte desdites différences d’acquisition supposées chez les apprenants. Bien que ces diverses théories divergent dans leurs vues sur la façon dont lesdits styles doivent être définis et classés, ces théories suggèrent que tous les apprenants pourraient être étiquetés en fonction d’un « style » d’apprentissage particulier comme « visuel », « auditif », « kinesthésique », « tactile », etc., bien que les diverses théories ne parviennent pas à se mettre d’accord concernant la définition et la catégorisation de ces styles. Croire que les individus diffèrent dans leur manière d’apprendre est un concept populaire.

## Historique
L’hypothèse de styles d’apprentissage individualisés est née dans les années 1970 dans les pays anglo-saxons, où elle a grandement influencé l’éducation. Ses adeptes recommandaient aux enseignants d’évaluer les styles d’apprentissage de leurs apprenants pour adapter leurs méthodes d’enseignement afin de répondre au mieux au style d’apprentissage de chaque apprenant. Peu d’études ont réussi à valider le concept de styles d’apprentissage en éducation, hormis les préférences exprimées par certains individus sur la façon dont ils préfèrent recevoir de l’information. Les détracteurs de cette théorie affirment qu’il n’existe aucune preuve que l’identification du style d’apprentissage d’un apprenant produise de meilleurs résultats. Il existe en revanche des preuves de problèmes empiriques et pédagogiques liés à l’utilisation de tâches d’apprentissage pour « correspondre à des différences de manière individualisée. » Des études bien conçues contredisent l’hypothèse fort répandue du « maillage », selon laquelle l’apprenant apprendrait mieux en apprenant avec une méthode jugée comme appropriée à son style d’apprentissage.

## Typologies de styles
Chevrier et al. ont exposé en 2000 une autre méta-analyse variant légèrement de celle de Coffield et al. Leur typologie de styles d’apprentissage est divisée en fonction de six cadres de référence : l’environnement pédagogique, les modalités d’encodage et de représentation, les modalités de traitement de l’information, l’apprentissage expérientiel, la théorie de la personnalité et enfin des modèles mixtes.

### Les styles d’apprentissage en fonction de l’environnement pédagogique
| Auteurs                     | Date | Instrument                                                                      | Style/Profil d’apprentissage |
| Grasha et Riechman          | 1975 | Grasha-Reichman Student Learning Styles Scale (GRSLSS)                          | Profil déterminé à partir de six échelles issues de trois dimensions bipolaires : • participant vs fuyant • collaborateur vs compétitif • indépendance du champ vs dépendance du champ                                                                                        |
| Boisvenu et Viau            | 1981 | Le test d’évaluation des styles d’apprentissage (TESA)                          | Profil déterminé à partir de six échelles issues de trois dimensions bipolaires : • participant vs fuyant • collaborateur vs compétitif • indépendance du champ vs dépendance du champ                                                                                        |
| Gauthier et Poulin          | 1985 | Le test d’évaluation des styles d’apprentissage en groupe (TESAG-Forme abrégée) | Profil déterminé à partir de six échelles issues de trois dimensions bipolaires : • participant vs fuyant • collaborateur vs compétitif • indépendance du champ vs dépendance du champ                                                                                        |
| Joseph Renzulli Linda Smith | 1978 | Learning Styles Inventory                                                       | Profil d’apprentissage établi à partir des préférences à l’égard de neuf modes d’enseignement : les projets, la récitation, l’enseignement par les pairs, la discussion, les jeux, l’étude individuelle, l’enseignement programmé, l’enseignement magistral et la simulation. |

Les styles d’apprentissage en fonction de l’environnement pédagogique sont plutôt destinés à déterminer les préférences des élèves dans le cadre scolaire mais concernent également les préférences des apprenant.e.s selon le contexte.

### Les styles d’apprentissage en fonction des modalités d’encodage et de représentation.
| Auteurs                           | Date      | Instrument                                                                | Style/Profil d’apprentissage |
| Reinert                           | 1976      | Edmond Learning Style Identification Exercise                             | Profil déterminé à partir de l’utilisation de quatre stratégies possibles : – Visualisation d’objets concrets; – Visualisation des mots; – Audition intérieure des mots; – Réaction kinesthésique. |
| Richardson                        | 1978      | Verbalizer-Visualiser Questionnaire                                       | Style d’apprentissage identifié à partir de la dimension bipolaire : verbalisateur vs visualisateur. |
| Barbe, Swassing & Milone          | 1979      | Swassing-Barbe Perceptual Modality Instrument (trois épreuves de mémoire) | Style d’apprentissage (performance relative) identifié à partir de trois styles possibles : – Style visuel; – Style auditif; – Style kinesthésique. |
| Antoine de La Garanderie          | 1980      | Observation des conduites de l’élève                                      | Profil pédagogique établi à partir de huit stratégies possibles issues de la combinaison de deux dimensions : 1. Type d’évocations : visuelles et auditives; 2. Objets d’apprentissage : le concret, les mots, les opérations complexes et les opérations élaborées.                                                     |
| Ivon Robert                       | 1985      | Questionnaire de détermination du profil neuro-sensoriel                  | Style d’apprentissage identifié à partir de deux styles possibles : style visuel; style auditif. |
| Riding et Buckle Riding et Rayner | 1990 1998 | Cognitive Styles Analysis (CSA) (trois épreuves informatisées)            | Style d’apprentissage établi à partir de quatre styles possibles issus de la combinaison de deux dimensions bipolaires : A. Global vs Analytique; B. Visualisateur vs Verbalisateur. 1. Style global-visualisateur; 2. Style global-verbalisateur; 3. Style analytique-visualisateur; 4. Style analytique-verbalisateur. |

Les notions de représentations visuelles et d’auditives relatives aux modalités d’encodage sensoriel (vision, audition, kinesthésie) et aux notions de représentation (verbale et imagée) qui sont relativement populaires dans le monde de l’enseignement.

### Les styles d’apprentissage en fonction des modalités de traitement de l’information
| Auteurs          | Date      | Instrument                                                  | Style/Profil d’apprentissage |
| David Hunt       | 1971 1987 | Méthode de parachèvement des paragraphes                    | Style d’apprentissage identifié à partir de la dimension « niveau conceptuel » définissant quatre styles selon le besoin de structure pédagogique : besoin très important; besoin plutôt important; besoin moins important; besoin peu important. |
| Gordon Pask      | 1976      | Observation des conduites dans une activité d’apprentissage | Style d’apprentissage identifié à partir de trois stratégies possibles (holiste, sérielle et mixte) définissant trois styles : Style axé sur la compréhension; Style axé sur les opérations; Style versatile. |
| Ronald Schmeck   | 1977      | Inventory of Learning Processes                             | Profil établi à partir de quatre tendances stratégiques : 1. Tendance à organiser les informations; 2. Tendance à élaborer le contenu d’apprentissage; 3. Tendance à retenir des informations factuelles; 4. Tendance à utiliser des méthodes d’étude reconnues. |
| Noel Entwistle   | 1981      | Approaches to Study Inventory                               | Style d’apprentissage établi à partir de trois orientations possibles face à l’étude : 1. Orientation vers la signification personnelle; 2. Orientation vers la reproduction de l’information; 3. Orientation vers l’accomplissement et la réussite. |
| Robert Sternberg | 1988      | Thinking Styles Questionnaire                               | Profil établi à partir de treize styles regroupés en cinq composantes du « gouvernement mental » : 1. les fonctions : style exécutif, style législatif, style judiciaire 2. les formes : style monarchique, style hiérarchique, style oligarchique et style anarchique 3. les niveaux : style global, style local 4. les domaines : style interne, style externe 5. les tendances : style conservateur, style progressiste. |

### Les styles d’apprentissage fondés sur un modèle de l’apprentissage expérientiel
| Auteurs                                                                                         | Date                      | Instrument | Style/Profil d’apprentissage |
| David Kolb                                                                                      | 1975 1985                 | – Learning Style Inventory (LSI) – Learning Style Inventory (LSI 2e édition) – Répertoire des styles d’apprentissage (RSA)                                      | Style d’apprentissage identifié à partir de quatre styles issus de la combinaison de deux dimensions bipolaires : concret-abstrait, action-réflexion : 1. Style convergent (abstrait-action) 2. Style divergent (concret-réflexion) 3. Style assimilateur (abstrait-réflexion) 4. Style accommodateur (concret-action)                                |
| Anthony Gregorc                                                                                 | 1979                      | Gregorc Learning Style Delineator | Style d’apprentissage identifié à partir de quatre styles issus de la combinaison de deux dimensions bipolaires : concret-abstrait, séquentiel-aléatoire. 1. Style concret-séquentiel ; 2. Style concret-aléatoire; 3. Style abstrait-séquentiel; 4. Style abstrait-aléatoire.                                                                        |
| Bernice McCarthy                                                                                | 1981                      | 4MAT System | Style d’apprentissage identifié à partir de quatre styles issus de la combinaison de deux dimensions bipolaires : concret/personnel – abstrait/culturel; action/essai – réflexion/connaissance : 1. Style : l’apprenant.einnovateur ; 2. Style : l’apprenant.eanalytique ; 3. Style : l’apprenant de sens commun ; 4. Style: l’apprenant.e dynamique. |
| Peter Honey (Allan Mumford) (Fortin, Chevrier et Amyot) (Chevrier, Fortin, Théberge et Leblanc) | 1986 (1992) (1997) (2000) | Learning Styles Questionnaire (LSQ) Learning Styles Questionnaire (LSQ-F) (adaptation française) Learning Styles Questionnaire (LSQ-Fa) (adaptation fr abrégée) | Profil déterminé à partir de quatre styles possibles : 1. style actif ; 1. style réfléchi ; 1. style théoricien ; 1. style pragmatique. |

Ces modèles prennent pour cadre de référence un modèle d’apprentissage expérientiel découpé en quatre étapes : expérience concrète, observation réfléchie, conceptualisation abstraite et expérimentation active associées à quatre modes d’adaptation concret, réfléchi, abstrait et actif (Kolb). Ce modèle d’apprentissage expérientiel a inspiré d’autres théories et mesures telles que celles de Gregorc, McCarty, Honey et Mumford.

### Les styles d’apprentissage fondés sur une théorie de la personnalité (Cadre de référence: Carl Jung)
| Auteurs                                      | Date        | Instrument                                                                    | Style/Profil d’apprentissage |
| Isabel Myers Katherine Briggs (Eduardo Casas | 1962 (1990) | Myers-Briggs Type Indicator L’Indicateur de types psychologiques Myers-Briggs | Type de personne identifié à partir de seize types possibles issus de la combinaison de quatre dimensions bipolaires : 1. Sensation vs Intuition; 2. Raison vs Émotion; 3. Jugement vs Perception; 4. Extraversion vs Introversion.            |
| Silver et Hanson                             | 1980 1982   | Learning Preference Inventory Learning Style Inventory                        | Style établi à partir de quatre styles issus de la combinaison de deux dimensions: Sensation vs Intuition; Émotion vs Raison. 1. Style Sensation-Émotion ; 2. Style Sensation-Raison ; 3. Style Intuition-Émotion ; 4. Style Intuition-Raison. |

La théorie de Jung a inspiré ces modèles basés sur la personnalité et les types psychologiques tels que l’introversion, l’intuition, la raison, le jugement, etc. L’idée principale est que ce sont ces caractéristiques qui façonnent le style d’apprentissage et permettent d’identifier les conduites à visée éducative.

### Les modèles mixtes de styles d’apprentissage
| Auteurs                | Date | Instrument                                                              | Style/Profil d’apprentissage |
| Joseph Hill            | 1972 | Cognitive Style Inventory Profil d’apprentissage (LAM 3 ON et LAM 3 OP) | Profil déterminé à partir de 28 variables regroupées en trois grandes dimensions : 1. Orientations symboliques (20 variables) 2. Déterminants culturels (3 variables) 3. Modes d’inférence (5 variables)                                                                                             |
| Claude Lamontagne      | 1985 | Learning Styles Inventory (pour enfants et adolescents)                 | Profil déterminé à partir de 31 variables regroupées en trois grandes dimensions : 1. Encadrements de l’apprentissage (Déterminants culturels) (3 variables) 2. Décodage de l’information (Orientations symboliques) (24 variables) 3. Traitement de l’information (Modes d’inférence) (5 variables) |
| Rita Dunn Kenneth Dunn | 1978 | Productivity Environmental Preference Survey (PEPS) (pour adultes)      | Profil établi à partir de 20 variables regroupées en cinq grandes dimensions : 1. Variables environnementales (4 variables) 2. Variables affectives (4 variables) 3. Variables sociologiques (5 variables) 4. Variables physiologiques (4 variables) 5. Variables psychologiques (3 variables)       |
| NASSP (James Keefe)    | 1986 | Learning Style Profile                                                  | Profil établi à partir de 23 variables regroupées selon trois facteurs : 1. Habiletés cognitives (6 variables) 2. Réponses perceptives (3 variables) 3. Préférences pour l’étude (14 variables) |

Ces modèles sont élaborés à partir de plusieurs dimensions et plusieurs cadres de référence.

## Mise en garde
Le concept de modes d’apprentissage a fait l’objet de critiques substantielles de la part des scientifiques qui se sont livrés à l’examen de vastes corpus de recherche,. Au regard de la force probante des éléments de preuve en défaveur des styles d’apprentissage, les enseignants, les concepteurs pédagogiques, formateurs, professeurs (et tous les professionnels de l’éducation et d’apprentissage) sont invités à faire preuve d’un scepticisme marqué vis-à-vis l’utilisation de l’approche des modes d’apprentissage pour tenter d’améliorer les résultats de l’apprentissage, faute d'étude probante. Un article soumis à un comité de lecture de 2015 a conclu que : « Les théories des styles d'apprentissage ne marchent pas, et il est de notre responsabilité de s’assurer que les élèves le savent. » Les psychologues Scott Lilienfeld, Barry Beyerstein et leurs collègues ont mis l’idée que « les élèves apprennent mieux lorsque les styles d'enseignement sont adaptés à leurs styles d’apprentissage au nombre des « 50 grands mythes de la psychologie populaire » avant de résumer quelques raisons pertinentes de ne pas croire à ce « mythe ».

## Schéma
Une étude des publications scientifiques menée en 2004 ayant identifié jusqu’à 71 différentes théories de styles d’apprentissage, toute tentative de description des styles d’apprentissage donc est, par définition, difficile à accomplir dans la mesure où, en l’absence de toute validation scientifique objective, chaque définition se limite ipso facto à des témoignages empiriques voués à varier selon chaque praticien. Schématiquement, selon la théorie des styles d’apprentissage, les apprenants auditifs mémoriseraient grâce à l’écoute de signaux sonores. Il leur serait presque impossible de comprendre quoi que ce soit sans son en arrière-plan. Les apprenants visuels, eux, se représenteraient les informations de façon spatiale, avec des images qui leur permettraient de se concentrer sur le sens, de réorganiser et de regrouper des idées similaires. Les tenants des théories de style d’apprentissage ne parviennent même pas à se mettre d’accord sur ce qu’est un apprenant kinesthésique : pour Rita Dunn, l’apprentissage kinesthésique et tactile seraient une seule et même chose alors que Galeet BenZion affirme que l’apprentissage kinesthésique et l’apprentissage tactile sont des styles d’apprentissage distincts, avec des caractéristiques différentes. Sinon, les apprenants kinesthésiques réaliseraient par l’action, plutôt que par la pensée. Se déplacer lors de l’apprentissage augmenterait leur compréhension. L’apprentissage kinesthésique dans tous les domaines se ferait chez l’apprenant en utilisant son corps pour exprimer une pensée, une idée ou un concept.

## Réfutations
De nombreux universitaires et chercheurs ont critiqué la théorie des styles d’apprentissage. Certains psychologues et neuroscientifiques ont remis en cause la base scientifique et les théories sur lesquelles elles sont fondées. Selon Susan Greenfield, d’un point de vue neuroscientifique, la méthode est « absurde » : « Les humains ont évolué pour construire une image du monde à travers le travail à l’unisson de nos sens, qui exploitent l’immense interconnectivité présente dans le cerveau. »
Beaucoup de psychologues scolaires estiment qu’il y a peu de preuves de l’efficacité de la plupart des modèles de style d’apprentissage dont les modèles reposent, de plus, souvent sur des bases théoriques douteuses. Ainsi, selon Stahl, « prouver que la détermination des styles d’apprentissage des enfants pour les assortir à des méthodes d’enseignement ait eu quelque effet sur leur apprentissage a été un échec complet ». Guy Claxton a remis en question l’utilité des styles d’apprentissage tels que VARK, en particulier, dans la mesure où ils peuvent avoir tendance à étiqueter les enfants et donc de limiter leur apprentissage.

### Remise en cause par Coffield, et al.
En 2004, à l’issue d’une revue des études, Coffield et ses collègues de l’université de Newcastle upon Tyne ont critiqué la plupart des principaux instruments utilisés pour identifier le style d’apprentissage des individus. Dans le cadre de cette étude, les chercheurs ont sélectionné 13 modèles parmi les plus influents sur les 71 qu’ils ont identifiés. À l’issue de l’examen des origines théoriques et les modalités de chaque modèle, de l’instrument qui visait à évaluer les personnes par rapport aux styles d’apprentissage définis par le modèle, de l’analyse des affirmations formulées par leur(s) auteur(s), des études externes de ces affirmations et des preuves empiriques indépendantes de la relation entre le style d’apprentissage identifié par l’instrument et l’apprentissage réel des élèves, l’équipe de Coffield a constaté qu’aucune des théories de style d’apprentissage parmi les plus populaires n’avait été dûment validée par des recherches indépendantes. Ils en ont conclu que l’idée d’un cycle d’apprentissage, de la cohérence des préférences visuelles, auditives et kinesthésiques et de la valeur d’un enseignement assorti aux soi-disant styles d’apprentissage étaient tous « très discutables. »
Au nombre des théories les plus connues évaluée par l’équipe de Coffield, on compte le modèle des styles d’apprentissage, largement utilisé dans les écoles américaines, de Dunn et Dunn, au sujet duquel 177 articles ont été publiés dans revues scientifiques faisant référence à ce modèle. La conclusion de Coffield et al. est la suivante : « Malgré un grand programme de recherche toujours en évolution, les assurances résolues données quant à leur impact sont discutables en raison de limitations de la plupart des études à l’appui et du manque de recherche indépendante sur ce modèle. »
L’équipe de Coffield affirmé qu’un autre modèle, le Style Delineator de Gregorc (GSD), était « théoriquement et psychométriquement vicié » et « ne convient pas à l’évaluation des individus. »

### Remise en cause du modèle de Kolb
D'après Kolb (1984), le cycle d'apprentissage est composé de quatre phases : l’expérimentation concrète (Concret Exprerience), l’observation réfléchie (Reflective Observation), la conceptualisation (Abstract Conceptualization) et l’émission d'hypothèses (Active Experimentation).
Chacune de ces phases correspond à une manière distincte d’utiliser son expérience. Kolb (1984) considère qu’un apprentissage est complet seulement lorsque ces quatre phases sont vécues.
L’expérience concrète (Concret Experience) représente le moment où l’étudiant effectue une tâche, vit une expérience. Celle-ci se doit d’être le plus près possible de la réalité vécue dans le monde du travail. Lors de cette expérience, l’étudiant doit utiliser les connaissances qu’il possède, son savoir-faire et son savoir-vivre pour vivre l’expérience qui lui est proposée.
L’observation réfléchie (Reflective Observation) amène l’étudiant à réfléchir sur l’expérience qu’il a vécue. Il doit prendre du recul et rapporter comment il a vécu l’expérience : attitude, aptitude. Le professeur peut guider l’étudiant ou lui proposer des outils pour l’aider dans sa démarche.
La conceptualisation (Abstract Conceptualization) permet à l’étudiant de construire des concepts généraux, issus de l’expérience vécue précédemment, ceux-ci devraient s’appliquer à des situations différentes.
Lors de la dernière étape, celle de l’émission d'hypothèses (Active Experimentation) l’étudiant devra déduire des hypothèses qui pourront être confirmées dans une nouvelle expérience concrète.
C'est l'utilisation de ces quatre cycles d'apprentissage qui permet à l'étudiant de compléter l'acquisition de ses connaissances 
Kolb a donné un nom aux différents types d’apprenants, en fonction de la phase du cycle d’apprentissage qu’il préfère, il a observé que chaque étudiant éprouve une préférence pour l’utilisation de deux processus du cycle. Il en a déduit quatre styles d’apprentissage : 
- Divergent : l’étudiant qui préfère l’expérimentation et la réflexion sur cette expérimentation (préhension par perception et transformation par intention). Il apprécie apprendre par l’expérience, il est intéressé par les gens et tend à être imaginatif et à suivre ses intuitions.
- Assimilateur : l’étudiant qui préfère l’observation réfléchie de l’expérience et sa conceptualisation (transformation par intension et préhension par compréhension). Il aime créer des modèles théoriques et est plus intéressé par les idées et les concepts abstraits que par les personnes.
- Convergent : l’étudiant qui préfère la conceptualisation et l’émission d’hypothèse (préhension par compréhension et transformation par extension). Il apprécie la résolution de problème et les applications pratiques d’idées et préfère les tâches techniques aux relations interpersonnelles.
- Accommodateur : l’étudiant qui préfère l’émission d’hypothèse et l’expérimentation de cette hypothèse (transformation par extension et préhension par perception). Il utilise la méthode « essai-erreur » pour résoudre un problème plutôt que de suivre un plan. Il est à l’aise avec les autres[18].

Le modèle de Kolb a été remis en cause par Mark K. Smith  qui a compilé et examiné certaines critiques du modèle de Kolb dans son article David A. Kolb on Experiential Learning. Selon ses recherches, ce modèle pose six questions clés concernant :
- le modèle ne tient pas suffisamment compte du processus de réflexion ;
- les revendications émises sur les quatre styles d’apprentissage sont extravagantes ;
- les différences de conditions et d’expériences culturelles ne sont pas suffisamment prises en compte ;
- l’idée d’étapes ne correspond pas nécessairement à la réalité ;
- il n’existe que de faibles éléments de preuves empiriques ;
- la relation entre les processus et les connaissances apprentissage est plus complexe que ne l’affirme Kolb[20].

Orly-Louis (1995) a critiqué le modèle de Kolb << comme étant trop général et scotomisant la dimension des interactions sociales dans les apprentissages >>.

### Autres remises en cause
Coffield et ses collègues, ou Smith, ne sont pas les seuls dans leur jugement. Demos, un think tank britannique, a publié un rapport sur les styles d’apprentissage préparé par un groupe présidé par David Hargreaves et comprenant Usha Goswami de l’université de Cambridge et David Wood de l’université de Nottingham. Le rapport Demos a dit que les éléments de preuve pour les styles d’apprentissage étaient « très variables », et que les praticiens n’étaient « en aucun cas ouverts en ce qui concerne les preuves de leurs travaux. »
John Geake, professeur d’éducation à Oxford Brookes University et collaborateur de recherche avec le Centre d’imagerie fonctionnelle par résonance magnétique du cerveau de l’université d’Oxford, a mis en garde contre l’interprétation de la recherche neuropsychologique comme soutenant l’applicabilité de la théorie du style d’apprentissage, en déclarant que : « Nous devons faire très attention lors du passage du laboratoire à la salle de classe. Nous nous souvenons des choses visuellement et auditivement, mais les informations ne sont pas définies par la façon dont elles ont été reçues. »
Le travail de Daniel T. Willingham adhère également à l’idée qu’il n’y a pas assez de preuves pour soutenir une théorie décrivant les différences de style d’apprentissage chez les élèves. Dans son livre Why Don't Students Like School (« Pourquoi les étudiants n’aiment pas l’école. »), il affirme que la théorie des styles cognitifs doit comporter trois caractéristiques : « il faut toujours attribuer le même style à une personne, il faut montrer que les gens ayant des capacités différentes pensent et apprennent différemment, et il faudrait montrer que les gens avec des styles différents ont des capacités similaires. » Cela dit, il conclut qu’il n’y a pas de théories qui comportent ces trois caractéristiques cruciales, ce qui n’implique pas nécessairement que les styles cognitifs n’existent pas, mais indique en tout cas que les psychologues sont incapables de « les trouver ».
D'après C. Riener et D. Willingham dans leur article "The Myth of Learning Styles", il ne sera pas facile d'abandonner la théorie des styles d'apprentissage, car elle est passée dans les "savoirs communs", ceux qui semblent si évidents qu'il n'apparaît plus nécessaire de les discuter, même s'ils sont faux.

### Critique de l’Association for Psychological Science
L’Association for Psychological Science (APS) a publié un rapport sur la validité scientifique de la pratique des styles d’apprentissage. Le panel présidé par Harold Pashler, de l’université de Californie à San Diego, et qui comprenait Mark McDaniel, de l’université de Washington, Doug Rohrer, de l’université du Sud de la Floride et Robert Bjork, de l’université de Californie à Los Angeles, a conclu qu’une évaluation adéquate de l’hypothèse des styles d’apprentissage que les demandes d’apprentissage optimales que les apprenants reçoivent un enseignement adapté à leur style d’apprentissage supposé exige un type particulier d’étude. Plus précisément, les apprenants devraient être regroupés dans les catégories de style d’apprentissage en cours d’évaluation (par exemple, apprenants visuels/verbaux), puis les apprenants de chaque groupe devraient être assignés au hasard à l’une des méthodes d’apprentissage (par exemple, l’apprentissage visuel ou l’apprentissage verbal), de sorte que certains apprenants seront « jumelés » et d’autres seront « incompatibles ». À la fin de l’expérience, tous les élèves doivent subir le même test. Si l’hypothèse de style d’apprentissage est correcte, alors, par exemple, les apprenants visuels devraient apprendre mieux avec la méthode visuelle, alors que les apprenants auditifs devraient mieux apprendre avec la méthode auditive. D’autres auteurs ont tiré la même conclusion, notamment Massa et Mayer, 2006.
Comme indiqué dans le rapport, le Groupe spécial a constaté que les études utilisant cette conception de la recherche fondamentale étaient pratiquement absentes des publications sur les styles d’apprentissage. En fait, le panel n’a été en mesure de trouver que quelques études avec cette méthode de recherche fondamentale, et à une seule exception, les conclusions de toutes ces études étaient négatives, c’est-à-dire qu’elles ont constaté que la même méthode d’apprentissage était supérieure pour tous les types d’étudiants.
Le comité a en outre noté que, même au cas où les résultats requis étaient obtenus, les bénéfices ne devaient pas être juste statistiquement significatifs, mais manifestes, pour que des recommandations sur la mise en application de la théorie des styles d’apprentissage soient rentables. Autrement dit, le coût de l’évaluation et du classement des étudiants selon leur prétendu style d’apprentissage comme prélude à la dispensation d’un enseignement personnalisé devrait s’avérer plus bénéfique que les autres types d’intervention, comme le tutorat, les programmes de rattrapage, etc.)
En conséquence, le comité a conclu qu’« à l’heure actuelle, il n’y a pas de base de preuves suffisantes pour justifier l’incorporation des évaluations des styles d’apprentissage dans la pratique éducative générale. Ainsi, les ressources d’enseignement limitées seraient mieux consacrées à l’adoption d’autres pratiques pédagogiques qui ont des preuves solides, et dont il existe un nombre croissant. »
Cet article a incité les commentaires critiques de certains défenseurs des styles d’apprentissage. La Chronicle of Higher Education a indiqué que Robert Sternberg de l’université Tufts a parlé contre l’article : « Plusieurs des chercheurs les plus cités sur les styles d’apprentissage, souligne Sternberg, n’apparaissent dans la bibliographie. » La revue Science a également discuté de ce reproche en signalant que Pashler avait dit : « Quand bien même… la plupart de [la preuve] est « faible ». »